# Sällskapet Damernas Concordia i Örebro
Sällskapet Damernas Concordia i Örebro är ett litterärt sällskap för kvinnor i Örebro. Sällskapet bildades 1896 av kvinnor vars äkta män tillhörde Sällskapet Concordia, ett litterärt sällskap för enbart män som bildats 1862.

## Historik
Initiativtagare till bildandet av sällskapet var fru Stina Swartling, friherrinnan Emelie Montgomery-Cederhielm, fru Hilma Helling, fru Jenny Kristina Lené och fru Edla Lindman. Damernas Concordia blev snart helt fristående från Sällskapet Concordia och damer utan kontakt med Sällskapet Concordia valdes in som medlemmar. Den första tiden i sällskapets historia träffades man i hemmen, drack thé och idkade högläsning under det att man handarbetade. Från omkring 1917 medverkade medlemmarna med föredrag – oftast i litterära ämnen. Sällskapet växte och hemmiljön blev för trång varför man istället fick hyra lokal för sällskapets sammankomster vid Margareta Hushållsskola på Järntorget i Örebro.

## Damernas Concordia idag
Damernas Concordia träffades före 1961 var fjortonde dag på fredagar. Numera träffas medlemmarna på torsdagarna en gång i månaden från september till maj. Alltsedan 1971 är sällskapets hemvist Margareta Festvåning som är sprungen ur Margareta Hushållsskola och ligger på Drottninggatan mitt i centrala Örebro.
Sällskapet leds av en styrelse på åtta personer. Ordförande och vice ordförande väljs på ett år och resten av styrelsen väljs på två år. Nya medlemmar väljs in en gång per år. Antalet medlemmar var 102 år 2024. Ordförande för Damernas Concordia i Örebro är  sedan 2023 Synnöve Borup.
Motsvarande föreningar för damer på andra håll i landet med likartade program är Damsällskapet Concordia i Uppsala. Detta sällskap bildades 1919 av två örebrokvinnor som flyttat till Uppsala, saknat Damernas Concordia i Örebro, och därför beslutat att starta ett likartat sällskap i Uppsala. Sällskapet Nya Idun i Stockholm bildades 1885. I Malmö finns Malmö Damsällskap som bildades 1903. I Göteborg finns Sällskapet Gnistan som är ett sällskap som bildades 1878 för enbart män, men i vilket kvinnor kan väljas in sedan 1981.